# António Alberto Saraiva
Pour les articles homonymes, voir Saraiva.
António Alberto Saraiva, né le 6 juin 1953 à Velosa (pt) au Portugal, est un homme d'affaires luso-brésilien.

## Biographie
Né le 6 juin 1953 à Velosa, une freguesia de la municipalité de Celorico da Beira, au Portugal, António Alberto Saraiva arrive au Brésil avec ses parents alors qu'il est âgé de moins d'un an. Il est élevé à Santo Antônio da Platina, dans l'État du Paraná. À l'âge de 17 ans, il commence des études de médecine à Brasilia.
Il reprend la petite boulangerie familiale à Brás, dans le quartier de São Paulo, lorsque son père est assassiné lors d'une attaque contre l'établissement familial. Entre ses études et le travail dans le commerce de la famille, il monte en 1988 un restaurant spécialisé dans la cuisine arabe appelé Habib's dans la rue Cerro Corá dans le quartier de Lapa.
Ce restaurant est devenu une chaîne de magasins franchisés et António Saraiva en est le président. Il est aussi président d'autres entreprises : la chaîne Ragazzo, Arabian Bread (pains), Ice Lips (glaces), Promilat (produits laitiers) et Vox Line (centre d'appels).